# Mu Arae e
Mu Arae e, également désignée HD 160691 e et nommée Sancho, est une exoplanète en orbite autour de l'étoile µ Arae, située à environ 51 années-lumière (15,5 pc) du Soleil, dans la constellation de l'Autel. Cette étoile est une naine jaune très semblable au Soleil, quoiqu'un peu plus grande et deux fois plus lumineuse, avec une métallicité double de celle du Soleil. Quatre planètes ont été détectées autour de cette étoile par la méthode des vitesses radiales :
| Planète                        | Masse (MJ) | Demi-grand axe (UA) | Période orbitale (d) | Excentricité    |
| ------------------------------ | ---------- | ------------------- | -------------------- | --------------- |
|                                |            |                     |                      |                 |
| µ Ara c                        | ≥ 0,03321  | 0,09094             | 9,6386 ± 0,0015      | 0,172 ± 0,04    |
| µ Ara d                        | ≥ 0,5219   | 0,921               | 310,55 ± 0,83        | 0,0666 ± 0,0122 |
| µ Ara b                        | ≥ 1,676    | 1,497               | 643,25 ± 0,90        | 0,128 ± 0,017   |
| µ Ara e                        | ≥ 1,814    | 5,235               | 4 205,8 ± 758,9      | 0,0985 ± 0,0627 |
|                                |            |                     |                      |                 |
| Système planétaire de Mu Arae. |            |                     |                      |                 |

Mu Arae e a été découverte en été 2002. Son inclinaison étant inconnue, seule sa masse minimum a pu être estimée, à plus de 1,8 MJ, ce qui en fait très certainement une géante gazeuse dépourvue de surface solide.
Elle boucle en 11,5 ans une orbite modérément excentrique l'amenant entre 4,719 et 5,750 UA de µ Arae.

## Désignation
Mu Arae e a été sélectionnée par l'Union astronomique internationale (IAU) pour la procédure NameExoWorlds, consultation publique préalable au choix de la désignation définitive de 305 exoplanètes découvertes avant le 31 décembre 2008 et réparties entre 260 systèmes planétaires hébergeant d'une à cinq planètes. La procédure, qui a débuté en juillet 2014, s'achèvera en août 2015, par l'annonce des résultats, lors d'une cérémonie publique, dans le cadre de la XIXe Assemblée générale de l'IAU qui se tiendra à Honolulu (Hawaï).